# Adam Cichon
Adam Cichon (* 20. Oktober 1975 in Lubliniec) ist ein ehemaliger deutscher Fußballspieler polnischer Herkunft.

## Vereinskarriere
1998 wechselte er von der Amateurmannschaft des 1. FC Köln zum Lokalrivalen SC Fortuna Köln, wo er bis 2003 in der 2. Fußball-Bundesliga und in der Regionalliga spielte. Dort absolvierte er insgesamt 50 Spiele und erzielte 5 Tore. 2003 wechselte er nach Polen zu Widzew Łódź, wo er eineinhalb Jahre spielte und unter anderem von Polens Ex-Nationaltrainer Franciszek Smuda trainiert wurde. Von 2004 bis 2006 stand er als Stammspieler  bei Polonia Warschau unter Vertrag, wo er von Jerzy Engel verpflichtet wurde. Insgesamt absolvierte Adam Cichon 77 Spiele in der polnischen Ekstraklasa und erzielte 8 Tore. In der Saison 2006/2007 war er daraufhin ohne Vertrag.
2007 wechselte er in Folge zum österreichischen Zweitligisten SV Bad Aussee, mit dem er zwar abstieg, jedoch einer der wenigen Leistungsträger in einer insgesamt schwachen Mannschaft war. Von 2008 bis 2010 spielte er auch noch zwei Spielzeiten als Leistungsträger  für den österreichischen Zweitligisten FC Gratkorn. In der 2. Liga Österreichs spielte er 84 mal und erzielte 14 Tore. Am 30. Juni 2010 beendete er seine Profilaufbahn und kehrte nach Deutschland zurück.
Hier war der gelernte Groß- und Außenhandelskaufmann bis Sommer 2014 Geschäftsinhaber und war danach bis 2019 in der Messe- und Eventorganisation tätig. Seit Sommer 2021 ist er als Verkaufsleiter bei der deutschen NIGO Group GmbH unter anderem in der Beratung und Vermittlung tätig. In einer ähnlichen Position arbeitet er seit Februar 2022 für die RHEHAG Warenhandel GmbH mit Sitz in Rhede, Nordrhein-Westfalen.